# Povijest Samobora

## Predpovijest
Ne zna se kada je točno nastalo prvo naselje na položaju današnjeg Samobora zbog nedostatka predpovijesnih nalaza. Međutim, po brežuljcima oko Samobora, na Stražniku, Hajdovčaku i Gradišću pronađeni su predpovijesni predmeti: kamene sjekire, posuđe, dijelovi oružja i alata što nam govori da današnji dolinski položaj Samobora nije odgovarao potrebama tadašnjeg čovjeka.
Kamene sjekire, Gradišće, 5000. – 4000. pr. Kr., Samoborski muzej. Stanovnik tadašnjeg Samobora imao je rijeku, dolinu, uzvisine za zaštitu i sigurnost i ravnicu prema Savi ispresijecanu putevima i time je omogućen urbanistički razvoj Samobora. Nasljeđe materijalne kulture metalnih doba, (bakrenog, brončanog i željeznog) nalazi se na više lokaliteta po kojima zaključujemo o postojanju naselja na Kosovcu iznad Bregane, Velikom Lovniku, Popov-dolu, Budinjaku…
Iz vremena prisustva keltskog plemena Tauriska važan je nalaz srebrenih novčića "Samoboraca", koji su nađeni u blizini Okića. Pretpostavlja se da je u okolici Samobora bila i kovnica tog novca.

Podvrgavanjem ilirskih i keltskih plemena rimskoj vlasti počinje vrijeme pisanih historiografskih spomenika te završava razdoblje predpovijesti.

## Trinaesto stoljeće
Stanovnici su još od davne 1240. godine od Kolomana dobili povlastice koje ih oslobađaju vlastelinskog gospodstva, a Bela IV. je 1242. godine Samoborcima darovao povelju "slobodnog kraljevskog trgovišta". Zbog te povelje Samoborci su bili izuzeti od sudbenosti svih kraljevskih sudaca i podvrgnuti sudstvu svog načelnika kojeg su imali prilike slobodno izabrati. Imali su pravo biranja župnika i raspolagati crkvenom desetinom. U povelji su također zabilježene granice teritorija oko trgovišta koje im je hrvatsko-ugarski kralj Bela IV. dao.
Izvrstan pogranični položaj samoborskog trgovišta donio je Samoboru više nevolja nego dobra. U drugoj polovici 13. stoljeća u ratu za austrijsko i štajersko vojvodstvo rat vode ugarski kralj Stjepan V. i češki kralj Otokar Přemisl II. Ratnici češkog kralja oko 1270. godine izgrađuju utvrdu iznad samoborskog trgovišta koja je razlog borbe. Okićki knez borio se na strani hrvatsko-ugarskog kralja, a kao nagradu što je Česima oteo utvrdu Samobor, dobiva trgovište Samobor s pravom ubiranja tridesetine.

## Od 14. do 17. stoljeća
Još od davne 1334. godine spominje se župa s crkvom sv. Anastazije. Današnja župna crkva sa slike izgrađena je 1688. na mjestu stare, trošne crkve. Do kraja 14. st. i početka 15. stoljeća utvrda Samobor ostala je u posjedu kraljeva, odnosno banova koji su njome upravljali. Trgovište se je pak sve do 16. stoljeća razvijalo na temelju povlastica, iako su ga feudalni vlasnici utvrde držali kao svoje vlasništvo.
Sukobi stanovnika tadašnjeg Samobora s vlastelom iz utvrde počeli su 1525. godine kad je kralj Ludovik posjednicima vlastelinstva dao pravo pobiranja kraljevskog poreza u trgovištu.
Oko 1525. godine u Samobor dolaze i franjevci iz područja bosansko-hrvatske franjevačke provincije. Darovana im je bila crkva Blažene Djevice Marije u Polju, koju je još 1242. godine sagradio Bela IV.
Početak školstva u Samoboru vezan je uz dolazak franjevaca, jer uz dušobrižnički rad uče djecu čitati i pisati. Od 1535. godine spominje se škola u samostanu franjevaca.
U 16. stoljeću počela je dugogodišnja sudska parnica trgovišta i vlastele koja se nastavlja i u 17. stoljeću. Iako su sve do 1675. godine svi kraljevski vladari stanovnicima samoborskog trgovišta potvrđivali povlastice dobivene od Bele IV., ipak se vlastela oglušuje o njih i sukobi se nastavljaju.
Na samom početku 17. stoljeća, 1601. godine, trgovište već ima školu s jednim učiteljem – "hižu za dece navuk". Od velikog broja školovanih Samoboraca naročito se u vrijeme prosvjetiteljstva ističu Juraj Dijanić, Hilarion Gašparoti i Mihalj Šilobod koji su svojim djelima obogatili hrvatsku kajkavsku književnost.
Okolica Samobora je bila bogata različitim vrstama ruda i pijeska. Uz šume, ovo je rudno bogatstvo bilo osnova za razvoj obrta, proizvodnje i industrije, stoga su te privredne djelatnosti uz vinogradarstvo, poljoprivredu i trgovinu utjecale na ekonomski i urbani razvoj Samobora.

## Osamnaesto stoljeće
Početak 18. stoljeća bilo je bolje razdoblje za Samobor. Puno se građevina izgradilo u tom stoljeću.
Stoljetne parnice koje je trgovište vodilo s vlastelom završene su kompromisnom presudom 1769. godine za vrijeme carice Marije Terezije (slika desno). 
Ta presuda čuva se u Samoborskom muzeju u obliku knjige od 1714 rukom pisanih stranica na kajkavskom, njemačkom, mađarskom i latinskom jeziku.
Početkom 18. stoljeća samoborsko je trgovište kao treći stalež (uz plemstvo i svećenstvo) sudjelovalo na Hrvatskom saboru te je s ostalima vijećalo o aktualnim pitanjima. U čestim požarima u ovom stoljeću, a naročito 1797. godine, nestale su stare drvene zgrade te se krajem 18. i početkom 19. stoljeća grade zidane kuće koje čine i današnju jezgru Samobora.
Feudalna utvrda (grad) se zbog česte smjene vlasnika i prestanka obrambene funkcije zapušta, pa se nakon 1790. godine u njemu više ne stanuje.
1721. – 1731. godine dovršena je gradnja franjevačkog samostana i crkve Uznesenja Marijina, na mjestu prijašnjih građevina. U crkvi je vrijedan crkveni inventar, samostan ima bogatu knjižnicu.

## Devetnaesto i dvadeseto stoljeće
Od 1850. godine preobrazbom uprave ukidaju se feudalne ustanove i dolazi do modernizacije uprave i sudstva. Novim ustrojem uprave Samobor je izgubio stare povlastice, općina je podređena kotarskom uredu. Od 1851. godine ustrojena je i Podžupanija Samobor koja s još pet podžupanija čini Zagrebačku županiju. U Samoborsku podžupaniju spadalo je 127 naselja s 18.755 stanovnika. Sam grad imao je 2.669 stanovnika. Najveća privredna djelatnost Zagrebačke županije zabilježena je u kotaru Samobor koji je 1857. godine imao 317 zanatlija, 24 trgovca, 282 pomoćna radnika, 229 slugu i 158 nadničara.
U drugoj polovici 19. stoljeća Samobor se komunalno uređuje, pošumljuje, uređuju se parkovi, otvaraju kupališta i pansioni za smještaj kupališnih gostiju. Blizina Zagreba, dobra cestovna povezanost i prirodni potencijali preduvjet su za razvoj Samobora kao turističkog mjesta.
1868. godine proradile su toplice sa sumpornom vodom u Svetoj Heleni (danas napušteno Šmidhenovo kupalište).
1889. godine počelo je s radom Hidropatsko kupalište i zavod na Vugrinščaku podno Starog grada.
Otvaraju se pansioni za smještaj gostiju. Od kraja 19. stoljeća u uređenom perivoju Anindol na blagdan sv. Ane (26. srpnja), održava se poznato proštenje. 
Nakon izgradnje savskog mosta kod Podsuseda 1883. godine otvorene su mogućnosti povezivanja Samobora s jednom od željezničkih pruga. Konačno, uskotračna željeznička pruga, puštena u promet 1901. godine, povezala je Samobor sa Zagrebom. Popularni "Samoborček" vozio je do 1979. godine. A danas se nalazi kao spomenik kulture u Samoborskom južnom naselju.
Za vrijeme Domovinskog rata iz Samobora je djelovala 151. brigada koja je djelovala u akcijama Orkan '91 i Oluja. 